# Bembidion germainianum
Bembidion germainianum es una especie de escarabajo del género Bembidion, familia Carabidae. Fue descrita científicamente por Toledano en 2002.
Habita en Chile.